# Estació Terminal Álvarez de la Campa
Terminal Álvarez de la Campa és una estació ferroviària de mercaderies construïda i explotada per Tráfico de Mercancías, S.A. (TRAMER), amb operació ferroviària de Ferrocarrils de la Generalitat de Catalunya (FGC), situada al moll del mateix nom del Port de Barcelona. S'hi accedeix des de la línia de mercaderies de Barcelona-El Port a Sant Boi. Posada en servei l'any 2020, s'utilitza per la descàrrega de les sals potàssiques i la sal vacuum transportades en tren des de les instal·lacions d'ICL a Súria, i el seu transbordament a  vaixells per a la seva exportació.

## Història
La construcció d'aquesta terminal forma part de l'anomenat Projecte Phoenix, que l'empresa ICL Iberia va presentar l'any 2011. És un pla molt ambiciós, amb inversions superiors als 600 milions d'Euros, els objectius del qual eren:
- Ampliació de la mina Cabanasses a Súria i augment de l'extracció de sals potàssiques.
- Producció de fins a 1,5 milions de tones anuals de sal vacuum, a partir dels aproximadament 70 milions de residus salins que ocupen unes 100 hectàrees de terreny prop de Sallent.
- Concentració de la producció a Súria, i tancament de les operacions a Sallent i Balsareny.
- Millora de la logística amb la construcció d'una nova terminal de transbordament dels productes, dels trens als vaixells, al port de Barcelona.

L'abril de 2015, l'Autoritat Portuària de Barcelona (APB) va atorgar a l'empresa Tráfico de Mercancías, S.A. (TRAMER, filial del holding ICL Iberia) la concessió administrativa per a la construcció i explotació de la nova terminal al moll Álvarez de la Campa, per un període prorrogable de 35 anys. Paral·lelament, l' APB va realitzar les obres d'augment de calat del moll, de 12 a 14 metres, i les dels accessos viaris i ferroviaris a la nova terminal.
Aquesta nova terminal s'ha construit per substituir les instal·lacions situades al moll del Contradic, i ateses ferroviàriament per  FGC des de l'estació de Barcelona-El Port. Permetrà augmentar la capacitat de càrrega de vaixells de les 6.000 tones diàries de la instal·lació actual, a les 24.000 tones diàries de la nova. A més, ICL pretén concentrar aquí les operacions d'embarcament que es fan als ports de Vilanova i la Geltrú i de Tarragona. La construcció ha suposat una inversió de 77 milions d'Euros.
La terminal es va presentar oficialment en un acte públic celebrat el 21 de gener de 2020. El primer tren en arribar a la noves vies va ser la locomotora 254.02 de FGC, el 17 de febrer de 2020. El va seguir el primer tren complet de proves, el següent 2 de març, format per la locomotora 254.01 i un tren de vagons de la sèrie 62.000. La part ferroviària de la terminal es va posar en servei el 13 d'abril següent. El primer tren comercial carregat amb potassa va arribar a la terminal un mes després, l'11 de maig. No obstant, no es va començar a utilitzar diàriament fins al 17 de juny, quan també es va traslladar la locomotora de maniobres de l'estació de Barcelona El Port fins a aquesta nova instal·lació.

## Instal·lacions
La terminal ocupa una superficie de 85.000 metres quadrats, i està formada bàsicament per quatre parts:
- L'estació ferroviària, amb capacitat per descarregar 7.500 tones diàries.[11]
- La zona d'emmagatzematge, amb capacitat per a 120.000 tones de potassa i 100.000 tones de sal, ampliables en 40.000 tones més cadascuna d'elles.
- La zona d'atracament de vaixells, que disposa de dues grues per la seva càrrega amb capacitat per moure 1.200 tones per hora. Permet l'atracament simultani de dos vaixells, de com a màxim 70.000 tones l'un i 30.000 tones l'altre.
- Una terminal per descàrrega de camions, amb capacitat per descarregar 300 tones per hora.[11]

Completen les instal·lacions un edifici d'oficines pel personal que hi treballa.
Quan la terminal estigui a ple rendiment, tindrà capacitat per embarcar fins a quatre milions de tones anuals.

### Terminal ferroviària
L'accés ferroviari a la terminal es fa des d'una bifurcació situada al punt quilomètric 2+656 de la línia de Barcelona-El Port a Sant Boi, accesible només pels trens pel costat de Sant Boi. Segueix un tram de triple ample de via (1.668 mm, 1.435 mm i 1.000 mm) i 269 metres de longitud, en el que hi ha quatre canviadors de fil, fins al desviament que dona accés a la platja de vies de la terminal. Totes les vies de la terminal són només d'ample mètric.
Aquesta disposa de quatre vies principals, amb longituds útils entre els 269 i 386 metres. Entre elles hi ha diversos aparells de via per poder fer les maniobres amb els vagons. Les dues vies exteriors estan destinades a la descàrrega dels minerals (la del costat sud-oest per la potassa, la del costat nord-est per la sal vacuum), i les dues centrals per la realització de maniobres. Completen la instal·lació dues vies mortes de curta longitud, ubicades pel cantó oest. Tots els aparells de via són d'accionament elèctric i estan protegits per senyals lluminosos. El seu accionament és local, mitjançant polsadors a peu de via.

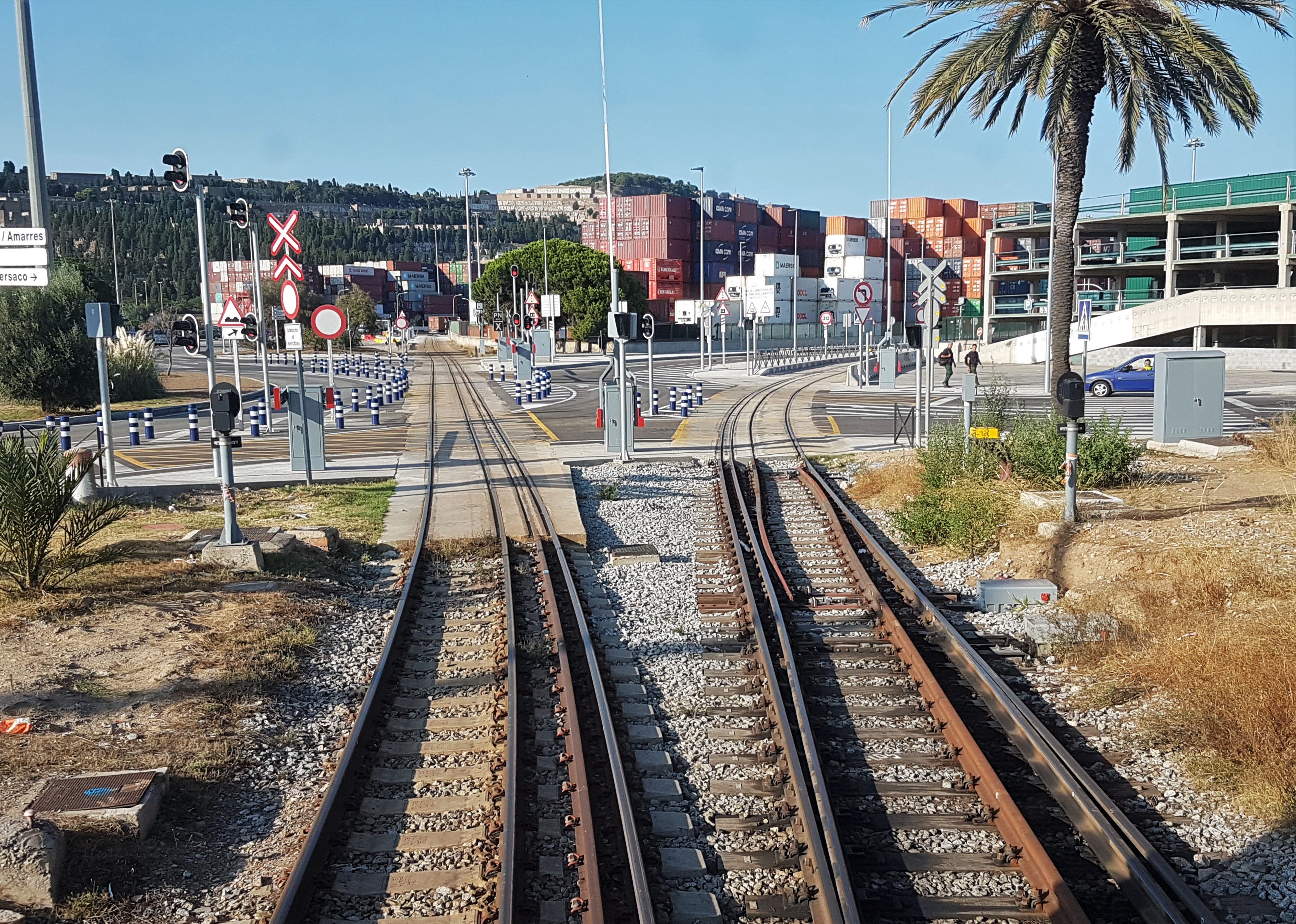
Bifurcació cap a l'estació de Barcelona-El Port (esquerra) i cap a la terminal Álvarez de la Campa (dreta).
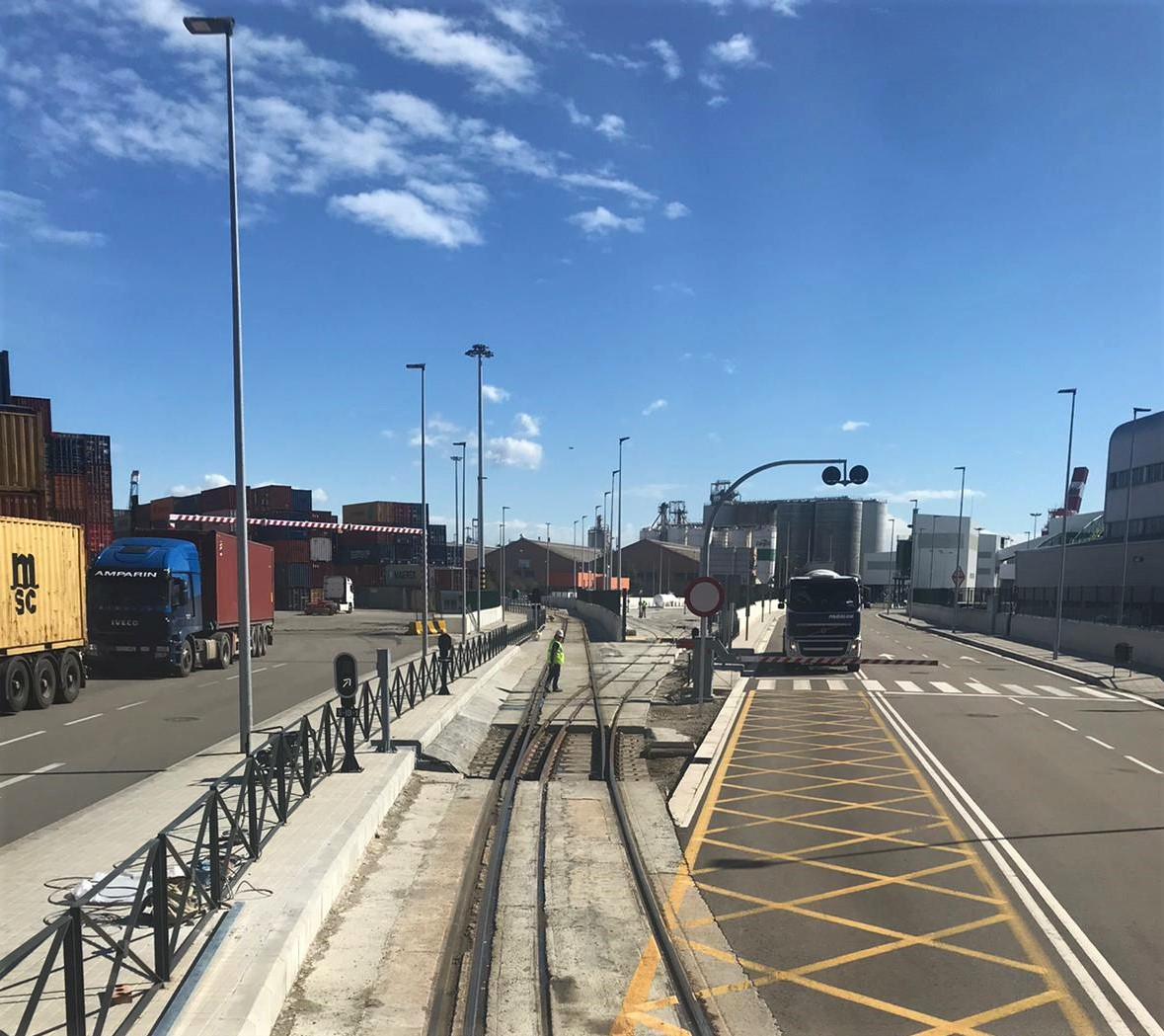
Canvi d'agulles que dona accés a la terminal Álvarez de la Campa, des de la via del bucle.
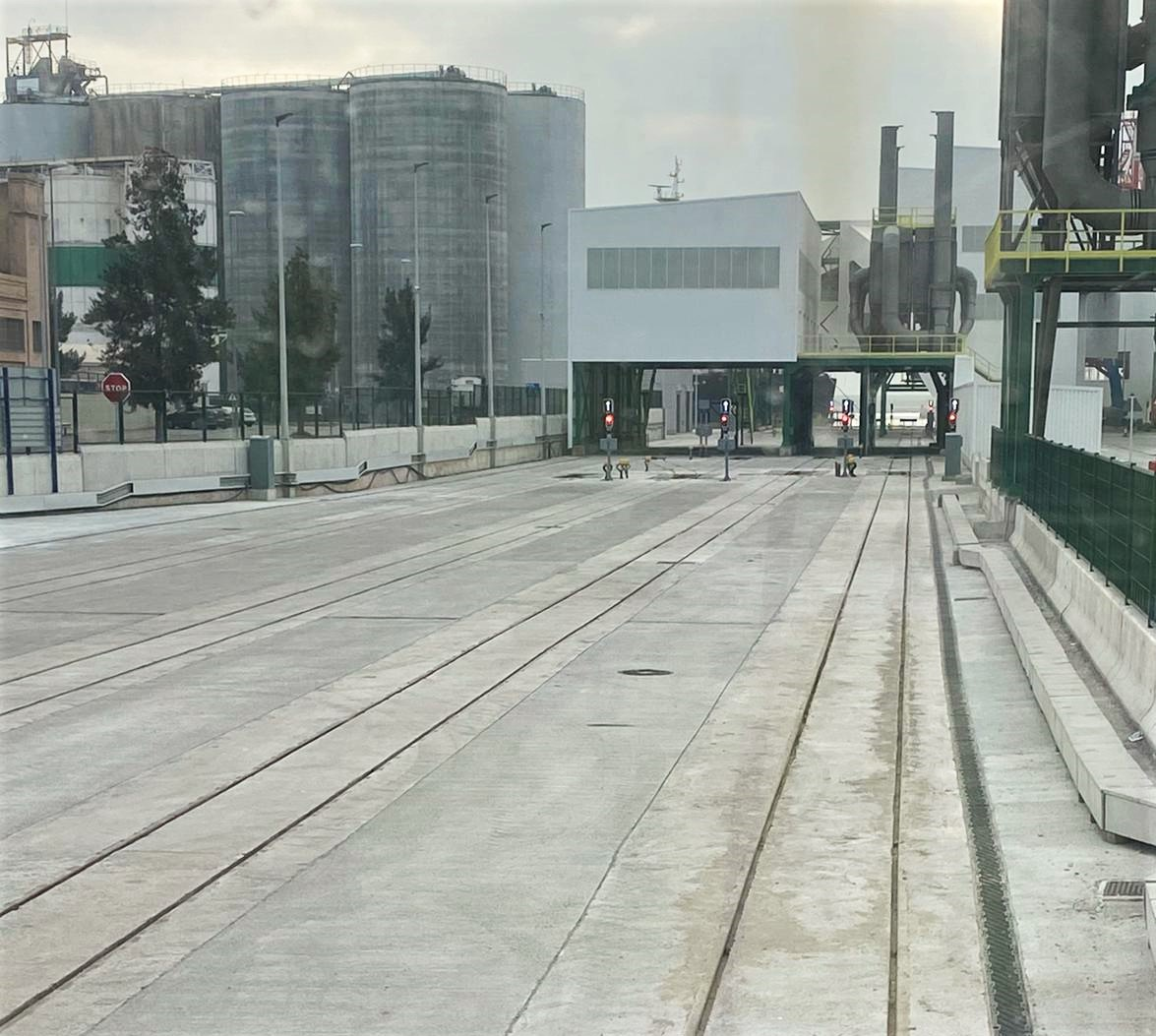
Les quatre vies principals de la terminal ferroviària.
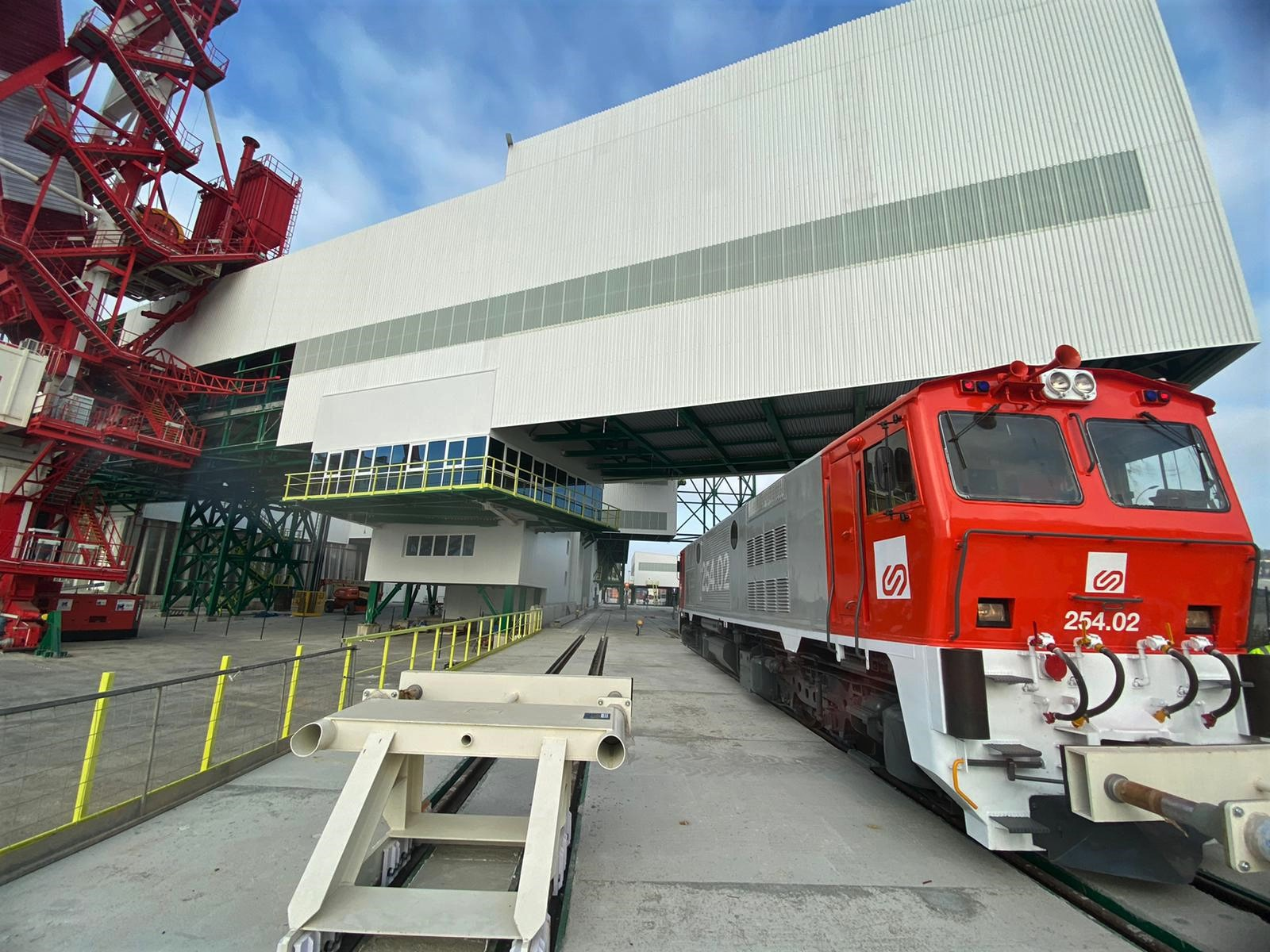
La locomotora 254.02 de Ferrocarrils de la Generalitat de Catalunya va ser el primer tren en accedir a la nova terminal, el 17 de febrer de 2020.
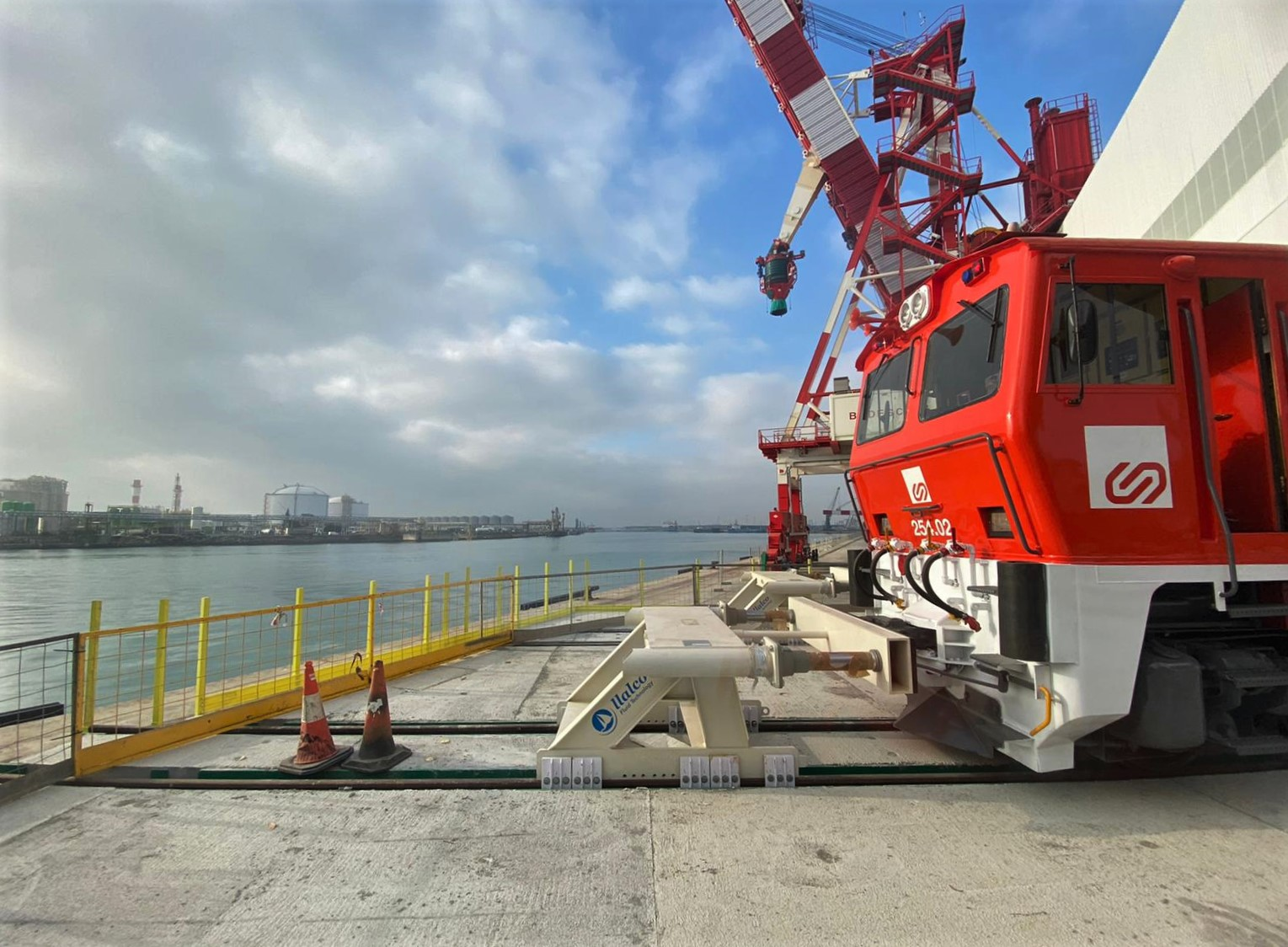
Els topalls de les quatre vies principals de la terminal ferroviària es troben a tocar del mar.
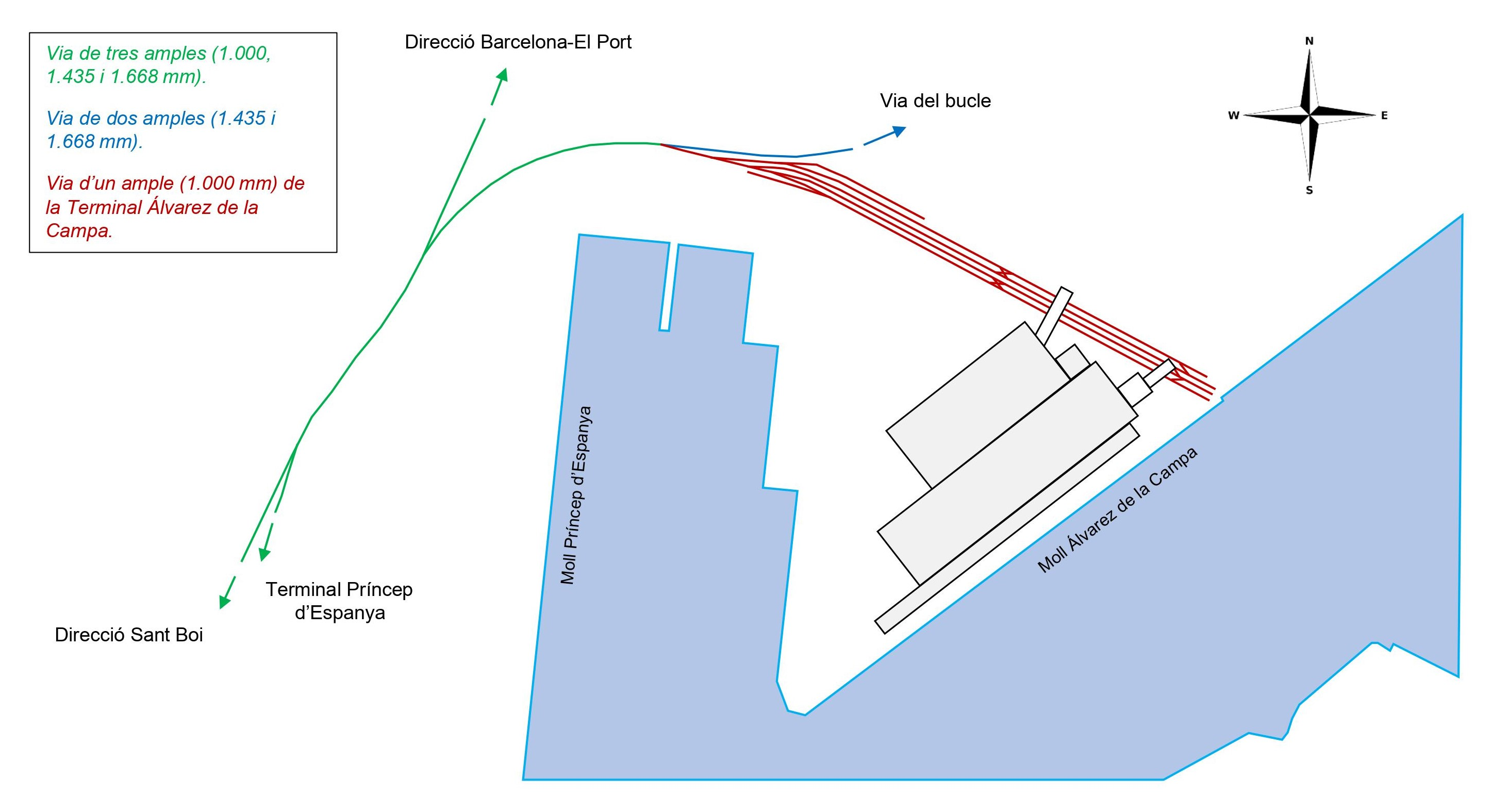
Esquema de vies de la terminal ferroviària.

### Operacions ferroviàries
En condicions normals, els trens carregats entren a les vies exteriors de la terminal i, després de desacoblar-se, la locomotora fa les maniobres per acoblar-se al tren buit que estarà a una de les vies centrals. Posteriorment, un dels tractors de maniobres propis de la terminal faran les maniobres per tal de situar els vagons als punts de descàrrega del mineral.
Inicialment arribaran tres trens diaris carregats amb potassa, formats per una locomotora de la sèrie 254 i entre 20 i 21 vagons de la sèrie 62.000, amb una càrrega bruta de 1.200 tones. Més endavant, i progressivament, s'anirà augmentant el nombre de trens diaris, i la seva longitud, quan es posin en servei les noves locomotores duals adquirides per  FGC.